# César Efrain Gutiérrez
César Efrain Gutiérrez (ur. 7 maja 1954 w La Ceiba) – piłkarz, były reprezentant Hondurasu grający na pozycji obrońcy.

## Kariera klubowa
César Gutiérrez podczas piłkarskiej kariery występował w klubie UNAH Choluteca. Z UNAH Choluteca zdobył wicemistrzostwo Hondurasu w 1984.

## Kariera reprezentacyjna
César Gutiérrez występował w reprezentacji Hondurasu w latach osiemdziesiątych. W 1981 wystąpił w eliminacjach Mistrzostw Świata 1982, w których Honduras po raz pierwszy w historii wywalczył awans do Mundialu. Rok później wystąpił na Mundialu w Hiszpanii w 1982 roku.
Na Mundialu wystąpił w dwóch meczach grupowych z Hiszpanią i Irlandią Północną. W 1984 i 1985 wystąpił w przegranych eliminacjach Mistrzostw Świata 1986.